# Kamil Majchrzak
Kamil Majchrzak (* 13. Januar 1996 in Piotrków Trybunalski) ist ein polnischer Tennisspieler.

## Karriere
Kamil Majchrzak feierte seine ersten großen Erfolge bereits als Junior. 2013 gewann er mit seinem Partner Martin Redlicki die Doppelkonkurrenz der Junioren bei den US Open. Dabei besiegte er im Finale Quentin Halys und Frederico Ferreira Silva mit 6:3, 6:4. Ein Jahr später gewann er bei den Olympischen Jugend-Sommerspielen im Einzel die Gold- und im Mixedbewerb die Bronzemedaille.
Auf der Profi-Tour spielt Majchrzak hauptsächlich auf der Future und Challenger Tour. Auf der Future Tour konnte er bislang sieben Einzel- und fünf Doppeltitel gewinnen.
Sein Debüt auf der ATP World Tour gab er 2017 in Antalya. Nachdem er sich erfolgreich durch die Qualifikation gespielt hatte, verlor er in der ersten Runde gegen Andreas Seppi in zwei Sätzen.
Für die polnische Davis-Cup-Mannschaft spielt Majchrzak seit 2015. 2016 traf er in der Relegation zur Weltgruppe auf die deutsche Davis-Cup-Mannschaft. Dort gelang ihm ein Achtungserfolg, als er gegen die Nummer 59 der Weltrangliste Florian Mayer in vier Sätzen gewinnen konnte. Am Ende musste sich die polnische Mannschaft 2:3 geschlagen geben und verpasste somit den Aufstieg in die Weltgruppe.
Auf der Challenger Tour gewann er 2019 seine ersten Titel im Einzel. Im März konnte er in Saint-Brieuc seinen ersten Titelerfolg feiern, im Mai ließ er in Ostrava durch einen klaren Finalsieg einen weiteren Titel folgen. Im Anschluss daran erreichte er mit dem 115. Rang seine bis dahin beste Platzierung in der Weltrangliste.
Nach einem positiven Dopingtest 2022 wurde Majchrzak für 13 Monate gesperrt.

## Erfolge
| Legende (Anzahl der Siege) |
| Grand Slam                 |
| ATP Finals                 |
| ATP Tour Masters 1000      |
| ATP Tour 500               |
| ATP Tour 250               |
| ATP Challenger Tour (10)   |

### Einzel

#### Turniersiege
| Nr. | Datum              | Turnier             | Belag         | Finalgegner               | Ergebnis      |
| --- | ------------------ | ------------------- | ------------- | ------------------------- | ------------- |
| 1.  | 31. März 2019      | Saint-Brieuc        | Hartplatz (i) | Maxime Janvier            | 6:3, 7:61     |
| 2.  | 5. Mai 2019        | Ostrava             | Sand          | Jannik Sinner             | 6:1, 6:0      |
| 3.  | 12. September 2020 | Prostějov           | Sand          | Pablo Andújar             | 6:2, 7:65     |
| 4.  | 23. Oktober 2022   | Busan               | Hartplatz     | Radu Albot                | 6:4, 3:6, 6:2 |
| 5.  | 2. März 2024       | Kigali              | Sand          | Marco Trungelliti         | 6:4, 6:4      |
| 6.  | 16. Juni 2024      | Bratislava          | Sand          | Henrique Rocha            | 6:0, 2:6, 6:3 |
| 7.  | 6. Oktober 2024    | Alicante            | Hartplatz     | Nicolas Moreno de Alboran | 6:4, 6:2      |
| 8.  | 13. April 2025     | Madrid              | Sand          | Marin Čilić               | 6:3, 4:6, 6:4 |
| 9.  | 10. August 2025    | Grodzisk Mazowiecki | Hartplatz     | Dino Prižmić              | 6:4, 6:3      |

### Doppel

#### Turniersiege
| Nr. | Datum            | Turnier | Belag         | Partner            | Finalgegner                 | Ergebnis          |
| --- | ---------------- | ------- | ------------- | ------------------ | --------------------------- | ----------------- |
| 1.  | 31. Oktober 2020 | Hamburg | Hartplatz (i) | Marc-Andrea Hüsler | Lloyd Glasspool Alex Lawson | 6:3, 1:6, [20:18] |

## Abschneiden bei Grand-Slam-Turnieren

### Einzel
| Turnier         | 2018 | 2019 | 2020 | 2021 | 2022 | 2023 | 2024 | 2025 | Karriere |
| --------------- | ---- | ---- | ---- | ---- | ---- | ---- | ---- | ---- | -------- |
| Australian Open | Q1   | 1    | —    | 1    | 2    | —    | —    | 1    | 2        |
| French Open     | Q1   | Q1   | 1    | 2    | 1    | —    | —    | 1    | 2        |
| Wimbledon       | Q2   | 1    |      | Q3   | 1    | —    | —    | AF   | AF       |
| US Open         | Q2   | 3    | 1    | 1    | 1    | —    | Q3   |      | 3        |

Zeichenerklärung: S = Turniersieg; F, HF, VF, AF = Einzug ins Finale / Halbfinale / Viertelfinale / Achtelfinale; 1, 2, 3 = Ausscheiden in der 1. / 2. / 3. Hauptrunde; Q1, Q2, Q3 = Ausscheiden in der 1. / 2. / 3. Qualifikationsrunde; nicht ausgetragen